# To the Core
To the Core es el séptimo álbum de estudio del guitarrista estadounidense de metal neoclásico Vinnie Moore, publicado el 18 de mayo en Europa y el 26 de mayo para los Estados Unidos, ambos por Mascot Records. Es su primer trabajo de estudio como solista desde 2001, cuya grabación se realizó paralelo al disco The Visitor de UFO, banda a la que pertenece desde el 2003.

## Lista de canciones
Todas las canciones escritas por Vinnie Moore.

| N.º | Título                  | Duración |  |
| 1.  | «Fly»                   | 4:51     |  |
| 2.  | «Panic Attack»          | 6:19     |  |
| 3.  | «Off the Hook»          | 5:15     |  |
| 4.  | «Transcendence»         | 3:55     |  |
| 5.  | «Soul Caravan»          | 5:57     |  |
| 6.  | «Jigsaw»                | 3:43     |  |
| 7.  | «Remorse»               | 7:02     |  |
| 8.  | «Tailspin»              | 5:33     |  |
| 9.  | «Over My Head»          | 3:58     |  |
| 10. | «Into the Open Highway» | 6:49     |  |
| 11. | «Into the Sunset»       | 5:41     |  |

## Músicos
- Vinnie Moore: guitarra eléctrica
- John DeServio: bajo
- Tim Lehner: teclados
- Van Romaine: batería